# Heterotiara minor
Heterotiara minor är en nässeldjursart som beskrevs av Ernst Vanhöffen 1911. Heterotiara minor ingår i släktet Heterotiara och familjen Bythotiaridae. Inga underarter finns listade i Catalogue of Life.